# Gudrun Krüger

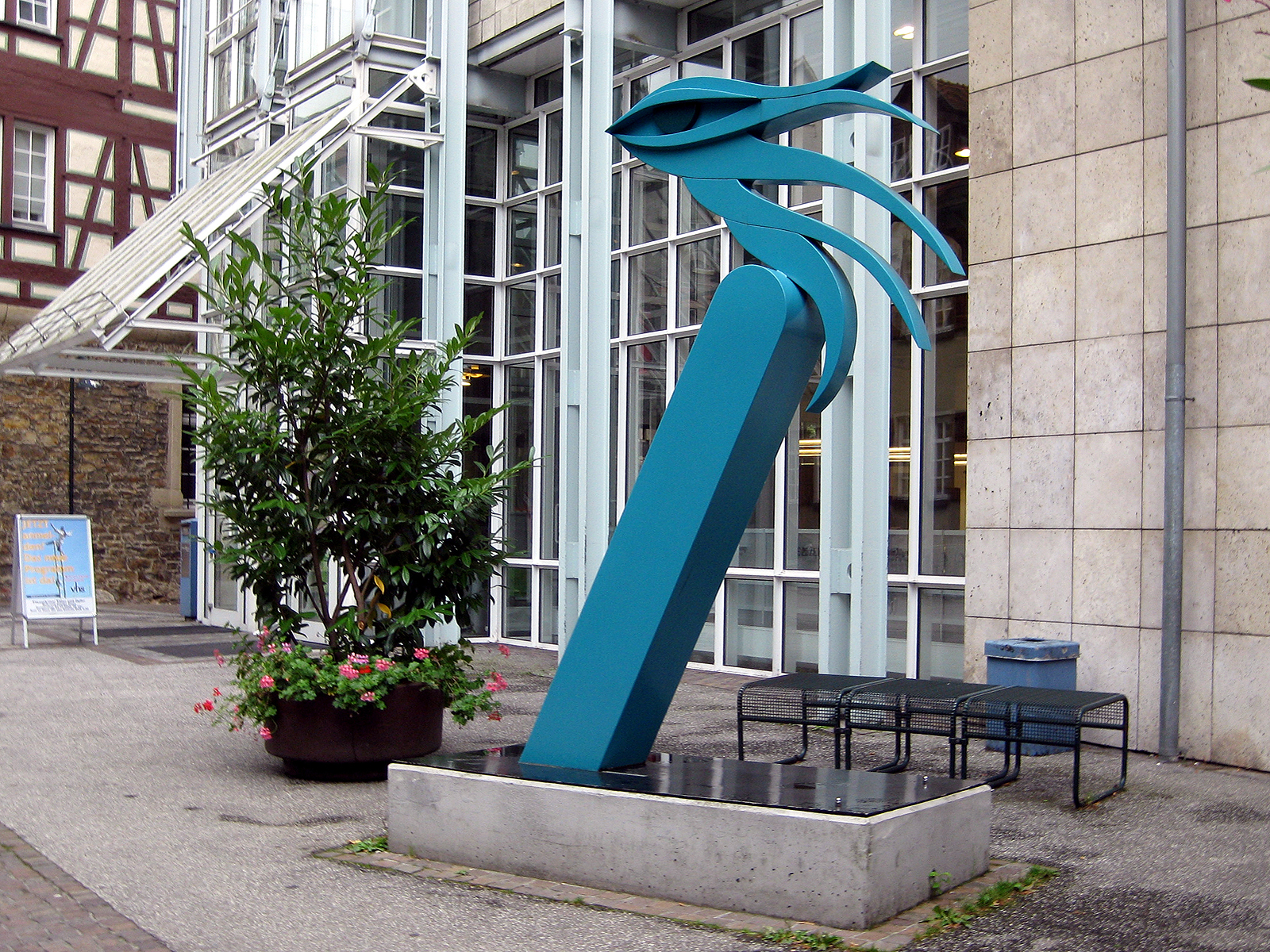
Vogelauge (1985, Reutlingen)

Gudrun Krüger (* 11. Februar 1922 in Tübingen; † 25. Mai 2004 in Eningen unter Achalm) war eine Bildende Künstlerin. Sie war mit Fritz Schwegler verheiratet und lebte zuletzt in Eningen unter Achalm. Sie gilt als Künstlerin von hohem Rang, deren Werke u. a. im British Museum und im Victoria & Albert Museum in London vorhanden sind.

## Ausbildung
In den Jahren 1939 bis 1941 absolvierte sie ein Studium an der Staatlichen Akademie der Bildenden Künste in Stuttgart bei Alfred Lörcher; anschließend ein Privatstudium bei Otto Baum. 1943 bis 1944 war sie im Meisteratelier der Wiener Akademie, bevor sie sich ab 1953 für vier Jahre in London aufhielt und anschließend in ihre Heimat zurückkehrte. Bereits mit Kriegsende bezeichnete sie sich als freischaffende Künstlerin. Sie war Mitglied im Deutschen Künstlerbund, im Künstlerbund Baden-Württemberg und in der GEDOK.

## Werke (Auswahl)
- 1952 Apostel Andreas, Halbrelief, Betonguss Andreaskirche_(Eningen_unter_Achalm)
- 1985 Holzrelief, Sonderschulzentrum, Stuttgart-Vaihingen
- 1985 Holzrelief, Kreiskrankenhaus Bad Urach
- 1985 „Vogelauge“, Edelstahl, Stadtbibliothek Reutlingen
- 1986 „Figurengruppe Gordona“, Bronce, Gemeinde Eningen
- 1986 „Eichenläubin“, Edelstahl, Schillerplatz, Eningen

## Ausstellungen, Einzelwerke
- British Museum, London
- Victoria and Albert Museum, London
- Galerie der Stadt Stuttgart
- Sammlung der Stadt Esslingen
- Augustiner Museum, Freiburg i. Br.
- Sammlung der Stadt Reutlingen
- Ministerium für Familie, Frauen, Weiterbildung und Kunst, Baden-Württemberg
- Sammlung Dr. Ulrich Frey, Gummersbach
- Sammlung Günter Westermann